# 和田肇
和田 肇（わだ はじめ、1954年1月28日 - ）は、日本の法学者。専門は労働法。名古屋大学名誉教授。元民主主義科学者協会法律部会理事。

## 略歴
長野県上水内郡小川村生まれ。長野県長野高等学校を経て、1978年 東京大学法学部第2類（公法コース）卒業。1980年 同大学院修士課程修了。
1982年 名古屋大学法学部助教授、1991年教授、同大学院法学研究科教授。この間、1986-87年西ドイツ・ギーセン大学、1993-95年レーゲンスブルク大学客員研究員。1991年冲永賞受賞。2019年名古屋大学定年退職、名誉教授。

## 著書
- 『労働契約の法理』有斐閣 1990
- 『ドイツの労働時間と法 労働法の規制と弾力化』日本評論社 1998
- 『人権保障と労働法』日本評論社 2008

### 共編著
- 『休み方の知恵 休暇が変わる』野田進共著 有斐閣選書 1991
- 『労働法の世界』中窪裕也, 野田進共著 有斐閣 1994
- 『働き方の知恵』野川忍, 野田進共著 有斐閣選書 1999
- 『建設産業の労働条件と労働協約 ドイツ・フランス・イギリスの研究』川口美貴,古川陽二共著 旬報社 2003
- 『国立大学法人の労働関係ハンドブック』野田進,中窪裕也共著 商事法務 2004
- 『ウォッチング労働法』土田道夫,豊川義明共著 有斐閣 法学教室library 2005
- 『労働法重要判例を読む』唐津博共編 日本評論社 2008
- 『労働基準法・労働契約法』西谷敏,野田進共編 日本評論社 別冊法学セミナー 新基本法コンメンタール 2012
- 『労働者派遣と法』脇田滋,矢野昌浩共編著 日本評論社 2013
- 『労働法重要判例を読む 新版』唐津博,矢野昌浩共編 日本評論社 2013
- 『日韓比較労働法』全2巻 西谷敏,朴洪圭共編著 旬報社 2014
- 『日本の雇用が危ない 安倍政権「労働規制緩和」批判』西谷敏,五十嵐仁,田端博邦,野田進,萬井隆令,脇田滋,深谷信夫共著 旬報社 2014
- 『労働法 NBS (日評ベーシック・シリーズ)』相澤美智子,緒方桂子,山川和義共著 日本評論社 2015